# Zero Day
Zero Day er en amerikansk film fra 2003 instrueret af Ben Coccio. Den omhandler et skoleskyderi, og er baseret på massakren på Columbine High School i 1999.

## Plot
Filmen starter ud med en introduktion af Andre Kriegman og Calvin Gabriel og deres planer om at angribe deres skole. De kalder sig selv "The Army of Two" og deres plan "Zero Day".
Andre og Cal holder en videodagbog som dokumentere deres dagligdage og forberedelser op til angrebet. Andre scener er af Andres fødselsdag, hvor man får en introduktion af hans forældre, de tager senere ud til Andres fætter, som har våben, og invitere dem med ud og skyde. Andres far har også adskillige våben gemt væk, men Andre ved hvor nøglen er. 
Den 1. maj forbereder de to drenge deres våben i Andres bil. Blandt våbnene er en M1 carabin, 3 pistoler, deriblandt to revolvere, og en 12-gauge pump action shotgun. Resten af scenen ses på overvågningskameraer på skolen. En 911-operatør prøver at få kontakt til Andre via. en død elevs mobiltelefon. Efter et par minutter, beslutter de sig for at tælle til tre, og skyde sig selv i hovedet.
Den sidste scene finder sted den 10. Maj, 9 dage efter skyderiet, hvor en gruppe elever sætter ild til de træ-kors med Andre og Cals navne på, der er blevet sat op til minde for ofrene.

## Eksterne Henvisninger
- Zero Day på Internet Movie Database (engelsk)
- Zero Day på AlloCiné (fransk)
- Zero Day på MovieMeter (nederlandsk)
- Zero Day på AllMovie (engelsk)
- Zero Day på The Movie Database (engelsk)
- Zero Day på Box Office Mojo (engelsk)
- Zero Day på Netflix (engelsk)